# Bobeck
Bobeck ist eine Gemeinde im Osten des thüringischen Saale-Holzland-Kreises. Erfüllende Gemeinde ist Bad Klosterlausnitz.

## Geografie

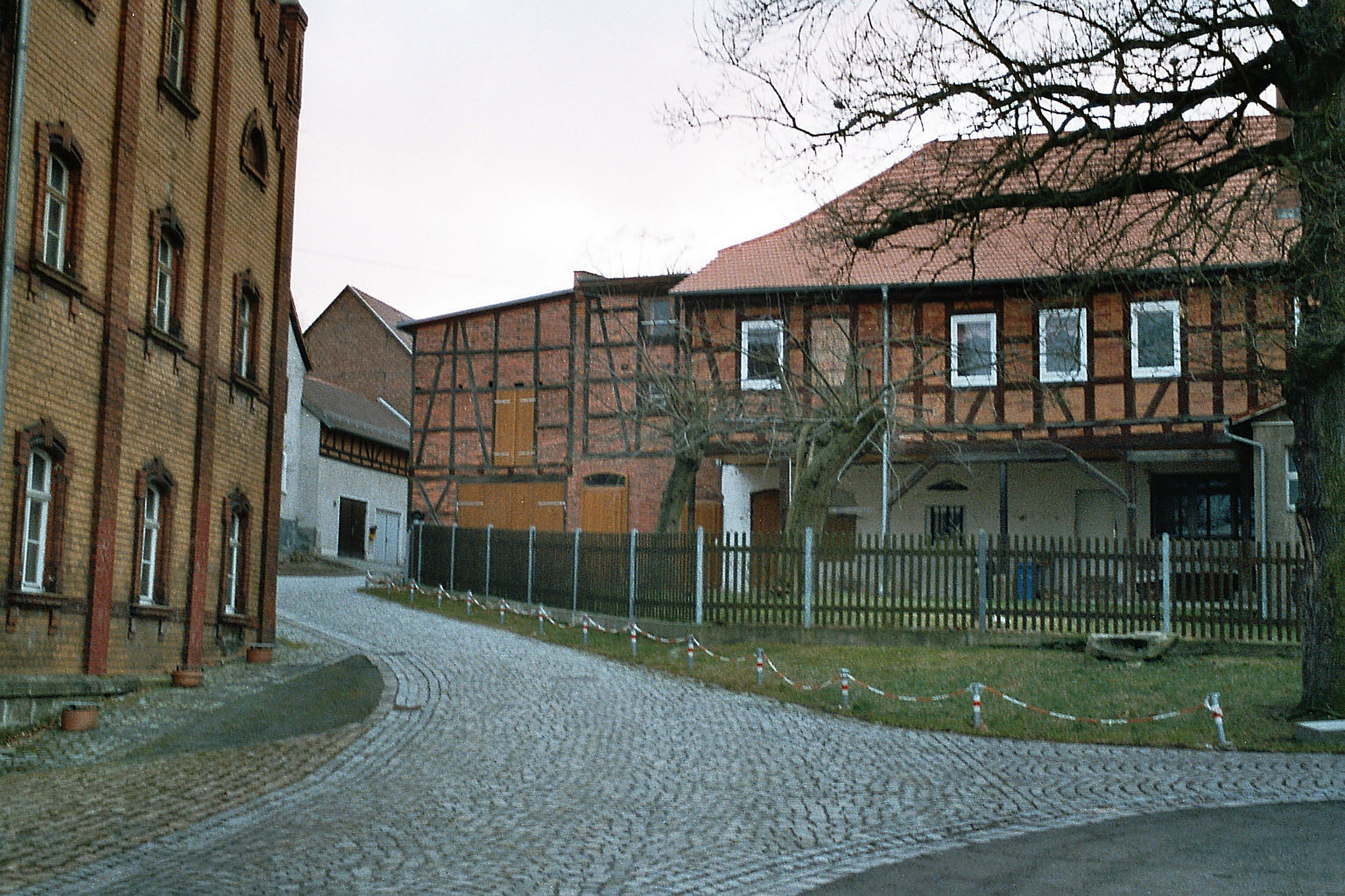
Ortskern

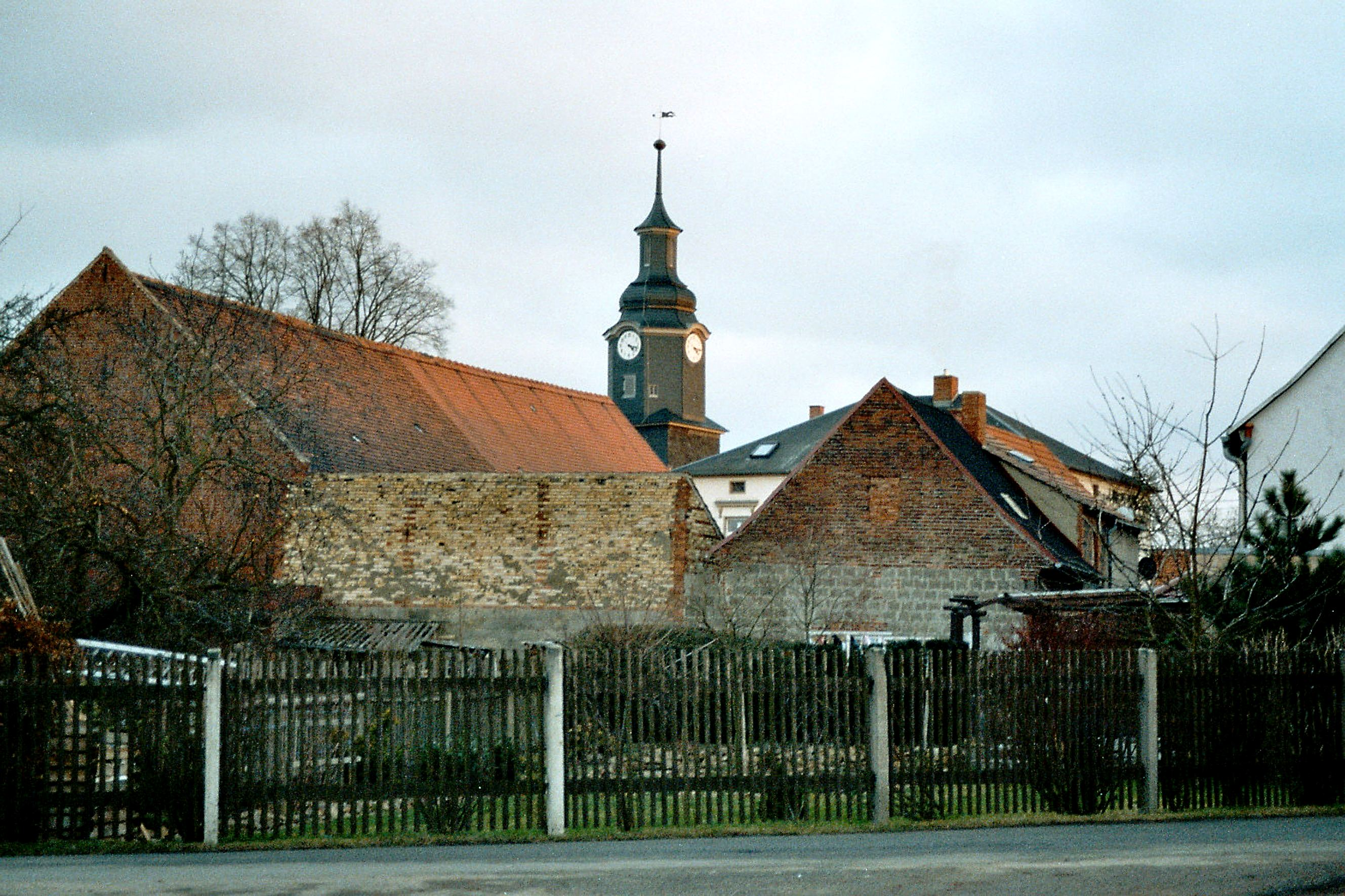
Blick zur Kirche

Das Runddorf liegt im Thüringer Holzland, etwa 15 km östlich von Jena. Ein Großteil des Gemeindegebietes wird vom Landschaftsschutzgebiet Zeitzgrund eingenommen. Das Hermsdorfer Kreuz der Bundesautobahnen 9 und 4 befindet sich 5 km südöstlich von Bobeck; die Lage an diesen überregional als Nord-Süd- bzw. Ost-West-Achse fungierenden Fernstraßen schafft für den Ort eine verkehrstechnisch sehr günstige Situation.

## Geschichte
Das Holzlanddorf erschien urkundlich erstmals im Jahre 1191. 1219 wurde die Kapelle St. Nicolaus geweiht. Die Kleine Rabsburg wird erstmals 1321 erwähnt, um 1630 gilt sie als zerstört. Als Besitzer werden die Herren von Rabensberg und die von Lobdeburg genannt. In der Nähe befand sich ein heute wüstgefallenes Dorf. Die ehemaligen Häuser lassen sich noch erahnen, leichte Hügel deuten ihre Lage an. Die Große Rabsburg war der ehemalige Herrensitz der Herren von Rabensberg, der von Lobdeburg und den Grafen von Schwarzburg, sie wird urkundlich erstmals 1330 erwähnt, 1360 als wüst erwähnt und 1873 teilweise beim Bau der Eisenbahnstrecke Stadtroda–Gera zerstört. Bis vor wenigen Jahren fand man noch Mauerreste. Zwischen Bobeck und Schleifreisen liegt zudem die Wüstung Bleifeld, in deren Nähe mitten im Walde ein mit einem Fleischerbeil verzierter Steinkreuzrest steht.
Bobeck gehörte seit 1325 zum Besitz des Klosters Bürgel und kam nach dessen Auflösung im Zuge der Reformation im Jahr 1526 zum ernestinischen Amt Bürgel. Die Steuern des südlichsten Orts des Amts Bürgel gehörten jedoch in das Amt Eisenberg. Das Amt Bürgel gehörte aufgrund mehrerer Teilungen zu verschiedenen Ernestinischen Herzogtümern. Ab 1815 war Bobeck Teil des Großherzogtums Sachsen-Weimar-Eisenach. 1833 wurde Bobeck an Sachsen-Altenburg abgetreten. 1920 kam Bobeck zum Land Thüringen.

## Sehenswürdigkeiten
- Wasserturm

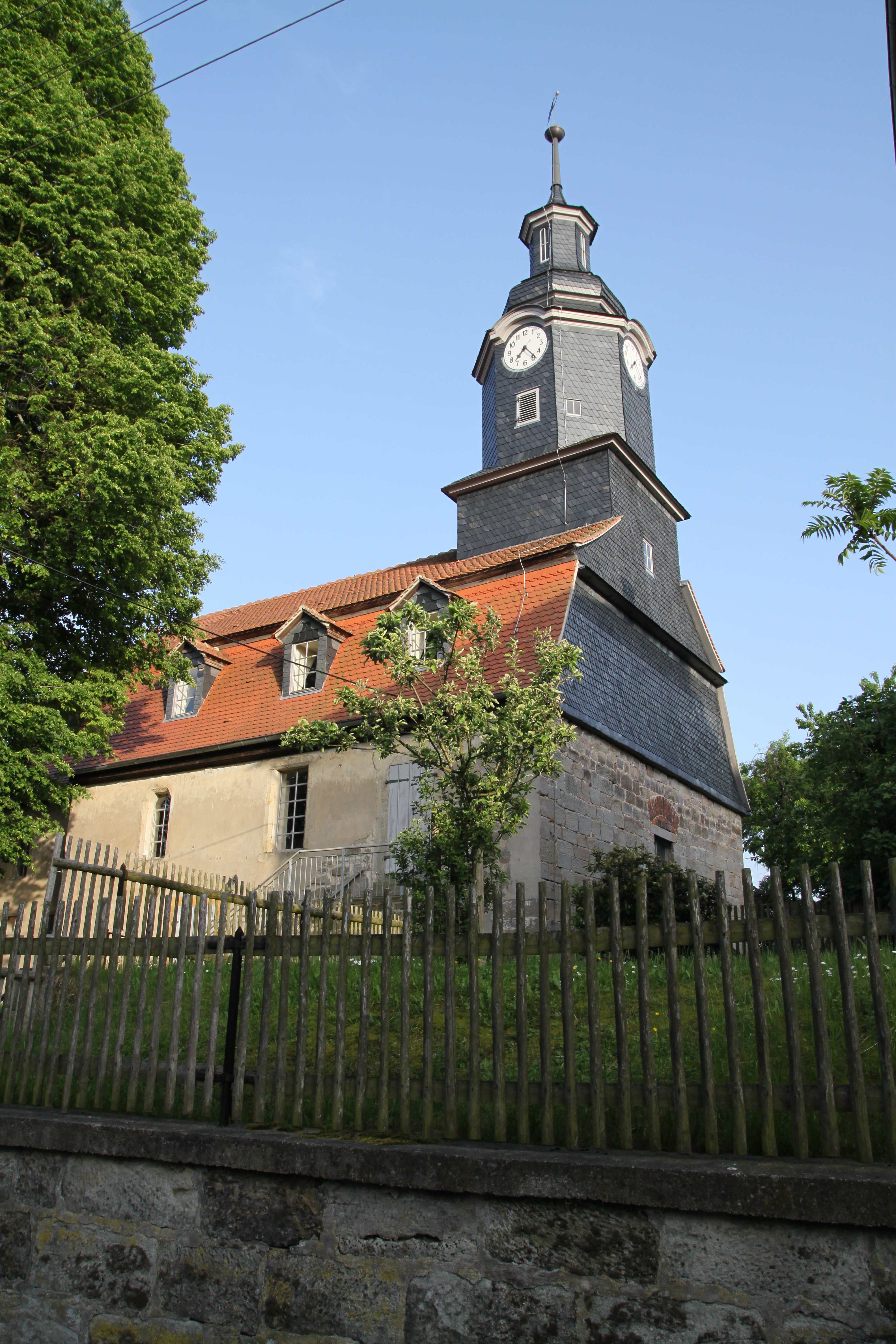
Dorfkirche Bobeck

- Teilrekonstruierter Pechofen aus dem 17. Jahrhundert[9]

## Politik
Der Gemeinderat von Bobeck setzt sich aus 6 Mitgliedern zusammen.

## Die DRK-Bereitschaft Bobeck
In der Gemeinde besteht seit vielen Jahrzehnten eine eigene DRK-Bereitschaft. Die Helfer der Bereitschaft stehen für zahlreiche Aufgaben im Rahmen des Katastrophenschutzes zur Verfügung. Auch werden Blutspenden organisiert, Veranstaltungen mit Sanitätern sichergestellt und diverse Übungen und Ausbildungen, teils in Zusammenarbeit mit der Freiwilligen Feuerwehr Bobeck, durchgeführt.